# Calamus formosanus
Calamus formosanus är en enhjärtbladig växtart som beskrevs av Odoardo Beccari. Calamus formosanus ingår i släktet Calamus och familjen Arecaceae. Inga underarter finns listade i Catalogue of Life.